# Callianthe petiolaris
Callianthe petiolaris är en malvaväxtart som först beskrevs av Carl Sigismund Kunth, och fick sitt nu gällande namn av Donnell. Callianthe petiolaris ingår i släktet Callianthe och familjen malvaväxter. Inga underarter finns listade i Catalogue of Life.